# Spelaeoniscus debrugei
Spelaeoniscus debrugei là một loài chân đều trong họ Spelaeoniscidae. Loài này được Racovitza miêu tả khoa học năm 1907.